# فيزياء عصبية
الفيزياء العصبية من فروع الفيزياء والعلوم العصبية يختص بدراسة الطبيعة الفيزيائية للجهاز العصبي بمختلف وجوهه ومنها الآليات الجزيئية والخلوية وتقنياتها وقياساتها وتأثيراتها على الدماغ وكذلك نظريات عمل الدماغ. فهي تمثل طريقة لدراسة العلوم العصبية بناء على قوانين الطبيعة. بما أن الدماغ يتركب من ذرات فإن الفيزياء العصبية تدرس كيفية توظيف الجهاز العصبي لهذه التشكيلات من الذرات في أداء وظائفه في معالجة المعلومات ومنها.
1. تمييز الأنماط
2. الإدراك الحسي
3. الذاكرة
4. الوعي
5. القصدية

## وصلات خارجية
معهد الفيزياء العصبية النظرية في جامعة بريمن